# Campodorus almaatensis
Campodorus almaatensis är en stekelart som beskrevs av Dmitriy R. Kasparyan 2005. Campodorus almaatensis ingår i släktet Campodorus och familjen brokparasitsteklar. Inga underarter finns listade.